# Denumirea cicloanelor tropicale
Cicloanele tropicale și cicloanele subtropicale⁠(d) sunt denumiți de diferite centre de avertizare pentru a simplifica comunicarea între meteorologi și publicul larg cu privire la prognoze, ceasuri și avertizări. Denumirile sunt menite să reducă confuzia în cazul unor furtuni simultane în același bazin⁠(d). Odată ce furtunile dezvoltă viteze susținute ale vântului mai mari de 33 de noduri (61 km/h; 38 mph), li se atribuie în general denumiri din liste prestabilite, în funcție de bazinul din care provin. Unele depresiuni tropicale sunt denumite în Pacificul de Vest, în timp ce cicloanele tropicale trebuie să prezinte o cantitate semnificativă de vânturi puternice⁠(d) înainte de a fi denumiți în emisfera sudică.
Înainte de a deveni o practică standard atribuirea de nume personale (prenume) cicloanele tropicale, aceștia erau denumiți după locuri, obiecte sau după zilele de sărbătoare ale sfinților în care se produceau. Prima utilizare a numelor personale pentru sistemele meteorologice este, în general, atribuită meteorologului Clement Wragge⁠(d), din guvernul Queensland⁠(d), care a denumit sistemele între 1887 și 1907. Când Wragge s-a pensionat, practica a căzut în desuetudine timp de mai mulți ani, până când a fost reluată în a doua parte a celui de-Al Doilea Război Mondial pentru Pacificul de Vest. Ulterior, au fost utilizate sisteme și liste oficiale de denumire pentru furtunile majore din bazinele Pacificului⁠(d) de Est, Central⁠(d), de Vest și de Sud și în regiunea Australiei⁠(d), Oceanul Atlantic și Oceanul Indian.

## Oceanul Atlantic de Nord

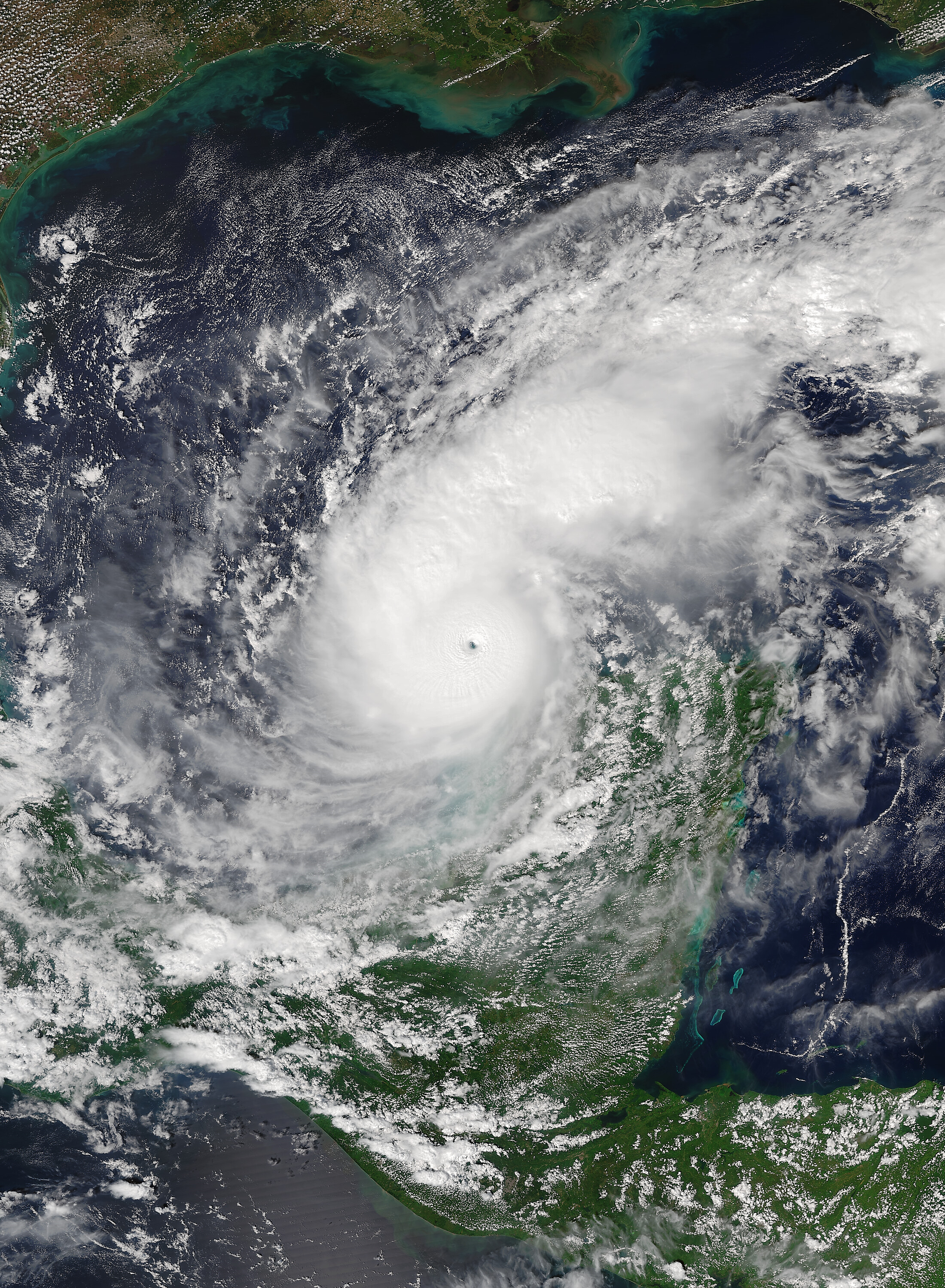
la intensitate maximă în nordul peninsulei Yucatán în octombrie 2024

| 2024⁠(d)            | 2024⁠(d) | 2024⁠(d) | 2024⁠(d)   | 2024⁠(d)  | 2024⁠(d)  | 2024⁠(d)  | 2024⁠(d)   | 2024⁠(d)  | 2024⁠(d)  | 2024⁠(d)   | 2024⁠(d) |
| ------------------ | ------- | ------- | --------- | -------- | -------- | -------- | --------- | -------- | -------- | --------- | ------- |
| Names              | Alberto | Beryl   | Chris     | Debby    | Ernesto  | Francine | Gordon    | Helene   | Isaac    | Joyce     | Kirk    |
| Names              | Leslie  | Milton  | Nadine    | Oscar    | Patty    | Rafael   | Sara      | Tony     | Valerie  | William   |         |
| 2025               |         |         |           |          |          |          |           |          |          |           |         |
| Names              | Andrea  | Barry   | Chantal   | Dexter   | Erin     | Fernand  | Gabrielle | Humberto | Imelda   | Jerry     | Karen   |
| Names              | Lorenzo | Melissa | Nestor    | Olga     | Pablo    | Rebekah  | Sebastien | Tanya    | Van      | Wendy     |         |
| 2026               |         |         |           |          |          |          |           |          |          |           |         |
| Names              | Arthur  | Bertha  | Cristobal | Dolly    | Edouard  | Fay      | Gonzalo   | Hanna    | Isaias   | Josephine | Kyle    |
| Names              | Leah    | Marco   | Nana      | Omar     | Paulette | Rene     | Sally     | Teddy    | Vicky    | Wilfred   |         |
| 2027               |         |         |           |          |          |          |           |          |          |           |         |
| Names              | Ana     | Bill    | Claudette | Danny    | Elsa     | Fred     | Grace     | Henri    | Imani    | Julian    | Kate    |
| Names              | Larry   | Mindy   | Nicholas  | Odette   | Peter    | Rose     | Sam       | Teresa   | Victor   | Wanda     |         |
| 2028               |         |         |           |          |          |          |           |          |          |           |         |
| Names              | Alex    | Bonnie  | Colin     | Danielle | Earl     | Farrah   | Gaston    | Hermine  | Idris    | Julia     | Karl    |
| Names              | Lisa    | Martin  | Nicole    | Owen     | Paula    | Richard  | Shary     | Tobias   | Virginie | Walter    |         |
| 2029               |         |         |           |          |          |          |           |          |          |           |         |
| Names              | Arlene  | Bret    | Cindy     | Don      | Emily    | Franklin | Gert      | Harold   | Idalia   | Jose      | Katia   |
| Names              | Lee     | Margot  | Nigel     | Ophelia  | Philippe | Rina     | Sean      | Tammy    | Vince    | Whitney   |         |
| Listă suplimentară |         |         |           |          |          |          |           |          |          |           |         |
| Names              | Adria   | Braylen | Caridad   | Deshawn  | Emery    | Foster   | Gemma     | Heath    | Isla     | Jacobus   | Kenzie  |
| Names              | Lucio   | Makayla | Nolan     | Orlanda  | Pax      | Ronin    | Sophie    | Tayshaun | Viviana  | Will      |         |

## Oceanul Pacific de Est și Central

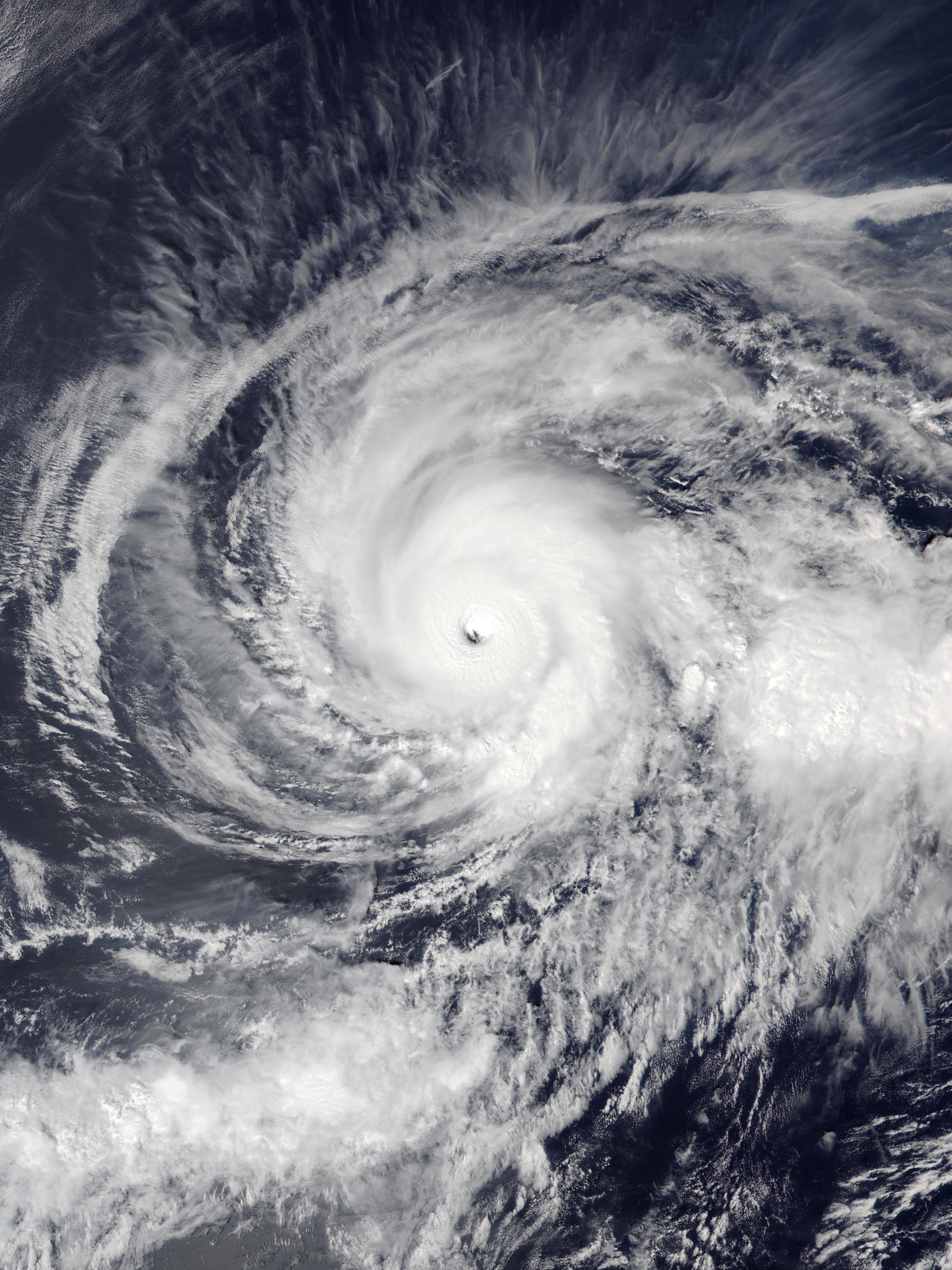
la intensitate maximă în timp ce peste Pacificul deschis în octombrie 2024

| 2024⁠(d)            | 2024⁠(d)  | 2024⁠(d) | 2024⁠(d)  | 2024⁠(d)   | 2024⁠(d) | 2024⁠(d)  | 2024⁠(d)   | 2024⁠(d)   | 2024⁠(d)  | 2024⁠(d)  | 2024⁠(d) | 2024⁠(d) |
| ------------------ | -------- | ------- | -------- | --------- | ------- | -------- | --------- | --------- | -------- | -------- | ------- | ------- |
| Names              | Aletta   | Bud     | Carlotta | Daniel    | Emilia  | Fabio    | Gilma     | Hector    | Ileana   | John     | Kristy  | Lane    |
| Names              | Miriam   | Norman  | Olivia   | Paul      | Rosa    | Sergio   | Tara      | Vicente   | Willa    | Xavier   | Yolanda | Zeke    |
| 2025               |          |         |          |           |         |          |           |           |          |          |         |         |
| Names              | Alvin    | Barbara | Cosme    | Dalila    | Erick   | Flossie  | Gil       | Henriette | Ivo      | Juliette | Kiko    | Lorena  |
| Names              | Mario    | Narda   | Octave   | Priscilla | Raymond | Sonia    | Tico      | Velma     | Wallis   | Xina     | York    | Zelda   |
| 2026               |          |         |          |           |         |          |           |           |          |          |         |         |
| Names              | Amanda   | Boris   | Cristina | Douglas   | Elida   | Fausto   | Genevieve | Hernan    | Iselle   | Julio    | Karina  | Lowell  |
| Names              | Marie    | Norbert | Odalys   | Polo      | Rachel  | Simon    | Trudy     | Vance     | Winnie   | Xavier   | Yolanda | Zeke    |
| 2027               |          |         |          |           |         |          |           |           |          |          |         |         |
| Names              | Andres   | Blanca  | Carlos   | Dolores   | Enrique | Felicia  | Guillermo | Hilda     | Ignacio  | Jimena   | Kevin   | Linda   |
| Names              | Marty    | Nora    | Olaf     | Pamela    | Rick    | Sandra   | Terry     | Vivian    | Waldo    | Xina     | York    | Zelda   |
| 2028               |          |         |          |           |         |          |           |           |          |          |         |         |
| Names              | Agatha   | Blas    | Celia    | Darby     | Estelle | Frank    | Georgette | Howard    | Ivette   | Javier   | Kay     | Lester  |
| Names              | Madeline | Newton  | Orlene   | Paine     | Roslyn  | Seymour  | Tina      | Virgil    | Winifred | Xavier   | Yolanda | Zeke    |
| 2029               |          |         |          |           |         |          |           |           |          |          |         |         |
| Names              | Adrian   | Beatriz | Calvin   | Debora    | Eugene  | Fernanda | Greg      | Hilary    | Irwin    | Jova     | Kenneth | Lidia   |
| Names              | Max      | Norma   | Otilio   | Pilar     | Ramon   | Selma    | Todd      | Veronica  | Wiley    | Xina     | York    | Zelda   |
| Listă suplimentară |          |         |          |           |         |          |           |           |          |          |         |         |
| Names              | Aidan    | Bruna   | Carmelo  | Daniella  | Esteban | Flor     | Gerardo   | Hedda     | Izzy     | Jacinta  | Kenito  | Luna    |
| Names              | Marina   | Nancy   | Ovidio   | Pia       | Rey     | Skylar   | Teo       | Violeta   | Wilfredo | Xinia    | Yariel  | Zoe     |

### Oceanul Pacific de Nord central (140°V până la 180°)

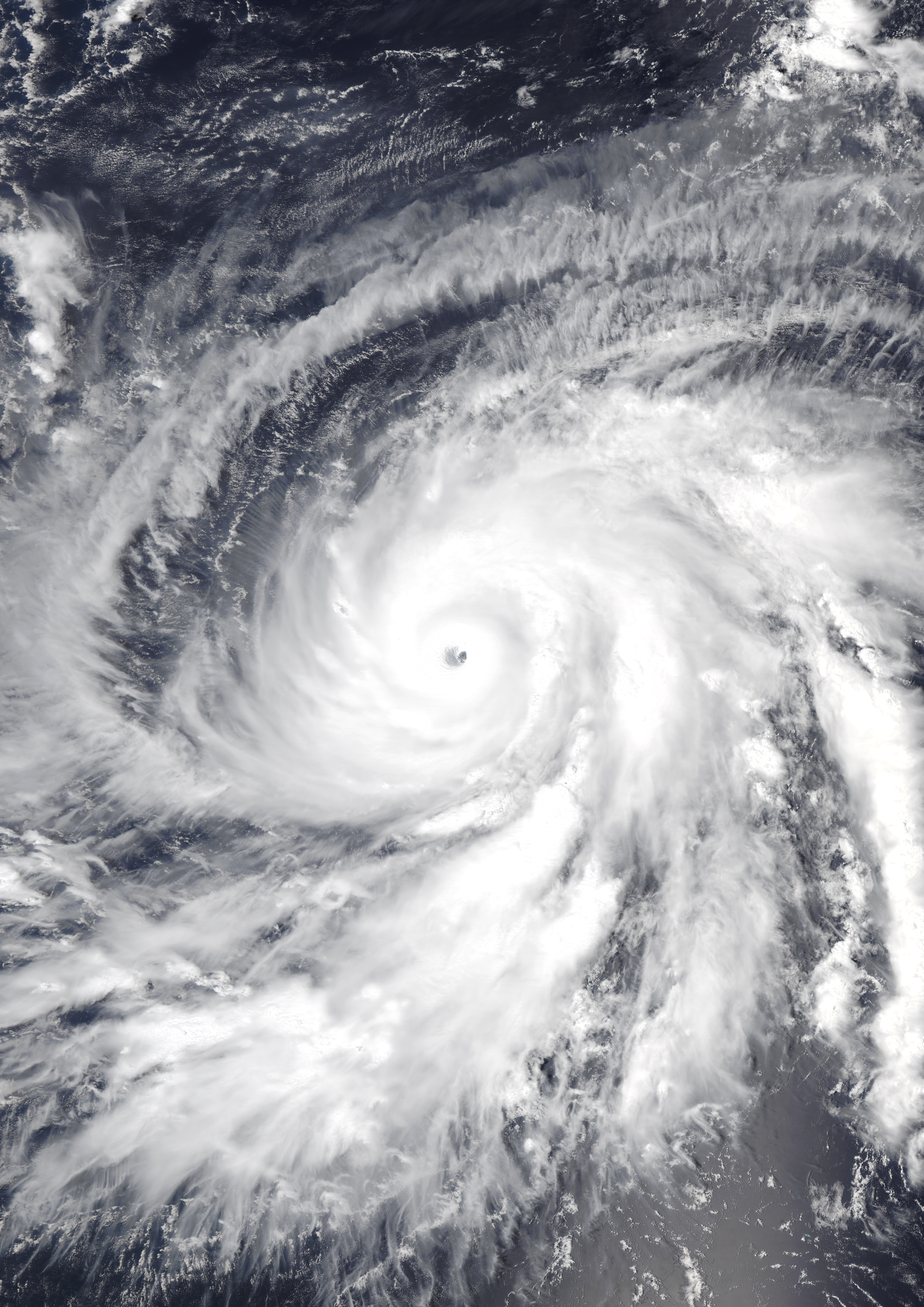
la intensitate maximă la sud de atolul Johnston în octombrie 2018

| Listă      | Nume  | Nume  | Nume   | Nume   | Nume     | Nume | Nume     | Nume  | Nume  | Nume | Nume  | Nume   |
| ---------- | ----- | ----- | ------ | ------ | -------- | ---- | -------- | ----- | ----- | ---- | ----- | ------ |
| 1          | Akoni | Ema   | Gresie | Iona   | Keli     | Lala | Urecheat | Nolo  | Olana | Pena | Ulana | Wale   |
| 2          | Aka   | Ekeka | Hene   | Iolana | Keoni    | Lino | Mele     | Nona  | Oliwa | Pama | Upana | Wene   |
| 3          | Alika | Ele   | Huko   | Iopa   | Kika     | Lana | Maka     | Neki  | Omeka | Pewa | Unala | Wali   |
| 4          | Ana   | Ela   | Halola | Iune   | Kilogram | Loke | Malia    | Niala | Oho   | Pali | Ulika | Walaka |
| Referințe: |       |       |        |        |          |      |          |       |       |      |       |        |